# Бегоща
Бего́ща — село в Рыльском районе Курской области. Входит в Нехаевский сельсовет.

## География
Село находится на реке Бегошка (приток Клевени), в 127 км западнее Курска, в 26,5 км к северо-западу от районного центра — города Рыльск, в 6,5 км от центра сельсовета  — Нехаевка.
Улицы
В селе улицы: Дубовица, Дубовка,Зеленая, Нахаловка, Хоботовка, Хуторская, Черкащина.
Климат
Бегоща, как и весь район, расположена в поясе умеренно континентального климата с тёплым летом и относительно тёплой зимой (Dfb в классификации Кёппена).
| Показатель                                                                   | Янв. | Фев. | Март | Апр. | Май  | Июнь | Июль | Авг. | Сен. | Окт. | Нояб. | Дек. | Год  |
| ---------------------------------------------------------------------------- | ---- | ---- | ---- | ---- | ---- | ---- | ---- | ---- | ---- | ---- | ----- | ---- | ---- |
| Средний суточный максимум, °C                                                | −3,7 | −2,6 | 3,3  | 13,2 | 19,5 | 22,7 | 25,1 | 24,4 | 18,2 | 10,7 | 3,7   | −0,9 | 11,1 |
| Средняя температура, °C                                                      | −5,7 | −5,2 | −0,3 | 8,4  | 14,8 | 18,4 | 20,8 | 19,9 | 14   | 7,4  | 1,5   | −2,8 | 7,6  |
| Средний суточный минимум, °C                                                 | −8,1 | −8,3 | −4,4 | 3    | 9,2  | 13,1 | 15,8 | 14,8 | 9,8  | 4,1  | −0,8  | −5   | 3,6  |
| Норма осадков, мм                                                            | 50   | 44   | 48   | 50   | 63   | 70   | 88   | 54   | 59   | 53   | 50    | 50   | 679  |
| Источник: Погода по месяцам c ru.climate-data.org(дата обращения: Июнь 2021) |      |      |      |      |      |      |      |      |      |      |       |      |      |

## История
Территория, на которой располагается деревня, заселена людьми издавна. Коренные жители этих мест — потомки вятичей и северян.
Бегоща располагается на территории, пожалованной Петром I во владение гетману Ивану Мазепе в начале XVIII века. После предательства Мазепы, Пётр в 1703 г. даровал своим указом все владения гетмана князю А. Д. Меншикову. В 1728 году курские владения Меншикова были приписаны к комнате императрицы Евдокии Фёдоровне, а после её кончины в 1731 году приписаны к императорскому дворцу. Императрица Анна Иоанновна в 1732 году пожаловала все бывшие владения Меншикова в Курской губернии вице-адмиралу, генерал-инспектору флота графу Н. Ф. Головину, который передал эти земли по наследству своей дочери, Наталье Николаевне, которая была замужем за Ревельским губернатором, генерал-аншефом принцем Гольштейн-Бекским. Курские владения Мазепы в конце концов оказались в собственности дочери Головиной и принца Гольштейн-Бекского, Екатерины Петровны и её мужа, Ивана Сергеевича Барятинского.
До Октябрьской революции и административной реформы входило в Крупецкую волость Путивльского уезда. Затем в состав ныне упразднённого Крупецкого района. До отмены Крепостного права являлась собственностью графского рода Толстых.

## Население
1858 год. В селе проживает около 1000 человек. Из них 496 мужчин.
1862 год. По данным «Списков населённых мест Курской губернии» — владетельное село в 52 верстах от Путивля. Население — 1045 человек: 519 мужчин и 526 женщин (109 дворов).
1865 год. Крупный пожар уничтожил практически все деревянные постройки. Фактически село было отстроено заново. Однако население своё село не покинуло.
1884 год. В «Сборнике статистических сведений по Курской губернии» приведены данные по селу Бегоща. В 199 дворах проживает 1249 человек (618 мужчин и 631 женщин), из них:
- Безнадельное: 9 дворов, 24 человека (12 мужчин, 12 женщин);
- Приезжие: 26 человек (14 мужчин, 12 женщины);
- Домохозяева: 9 человек с 24 душами (12 мужчин и 12 женщин), 9 домовых.

По числу работников
- без работника: 13 семей с 44 детьми;
- с 1 работником: 104 семьи с 486 детьми;
- с 2—3 работниками: 74 семей с 610 детьми;
- более 3 работников: 8 семей с 109 детьми.

Грамотность
- грамотные: 114 человек (113 мужчин и 1 женщина);
- учащиеся: 61 мальчик;
- число семей с грамотными/учащимися: 41 семья — с грамотными, 43 семьи — с учащимися.

Промыслы
- число семей, занимающихся промыслом — 151;
- местные промыслы — 178 мужчин;
- отхожие промыслы — 51 мужчина;
- работники свекловичных плантаций — 151 женщина.

Скотоводство
- лошадей рабочих: 375
- жеребят: 56
- коров: 221
- телят: 155
- овец: 606
- свиней: 329

Постройки:
- избы: 198
- промышленные заведения: 16
- лавки: 2
- школа: 1
- церковь православная: 1

1892 год. По данным «Памятной книжки Курской губернии» село Бегоща находится в Крупецкой волости 4-го стана Путивльского уезда Курской губернии. Население села — 1642 человека (782 мужчины и 860 женщин).
1897 год. По данным Переписи населения Российской Империи в селе проживает 1410 человек (654 мужчины и 756 женщин). Всё население Бегощи — православные христиане.
| 2002 | 2010 |
| ---- | ---- |
| 351  | ↘218 |

## Транспорт
Бегоща находится в 7 км от автодороги регионального значения 38К-017 (Курск — Льгов — Рыльск — граница с Украиной), в 10 км от автодороги межмуниципального значения 38Н-345 (38К-017 — Большегнеушево с подъездом к с. Макеево), на автодороге 38Н-346 (38Н-345 — Бегоща с подъездом к д. Новая Николаевка), в 28 км от ближайшей ж/д станции Рыльск (линия 358 км — Рыльск).
В 195 км от аэропорта имени В. Г. Шухова (недалеко от Белгорода).

## Школа
По статистическим данным 1884 года бегощинская школа построена в 1876 г. Это была деревянная постройка с железной крышей площадью около 217 квадратных метров с единственной классной комнатой (площадь – около 85 квадратных метров), с высокими потолками (более 4 метров), 2 дверями и 5 окнами. Отопление печное. Ученики на 1883/84 учебный год: 63 мальчика. Обучение вёл один учитель, получивший образование в духовной семинарии.

## Русская православная церковь
В Бегоще находится деревянный православный храм в честь иконы Божией Матери "Знамение", построенный в 1859 году. Служба в церкви не прекращалась в Советское время и в годы немецкой оккупации.

## Люди, связанные с селом
В селе родились Герой Советского Союза Василий Крюков, учёный в области физики элементарных частиц, Лауреат Премии Совета Министров СССР, профессор Анатолий Фёдорович Дунайцев. 